# Hymenodictyon perrieri
Hymenodictyon perrieri är en måreväxtart som beskrevs av Emmanuel Drake del Castillo. Hymenodictyon perrieri ingår i släktet Hymenodictyon och familjen måreväxter. Inga underarter finns listade i Catalogue of Life.